# Сингаевская, Вера Филипповна
Вера Филипповна Сингаевская (латыш. Vera Singajevska; 28 апреля 1923 — 26 апреля 2014) — советская и латвийская актриса театра и кино, певица, Народная артистка Латвийской ССР (1965), Заслуженная артистка Латвийской ССР (1955), офицер ордена Трёх звёзд (1995). Вера Сингаевская включена в книгу «100 великих актеров Латвии».

## Биография
Вера Сингаевская родилась 28 апреля 1923 года в Винницкой области Украинской ССР. В 1945—1953 годах играла на сцене Елгавского театра. Затем, до 1992 года была актрисой латышской труппы Рижского ТЮЗа, начавшей работу после 1992 как Новый Рижский театр и Латвийского Национального театров. Была известной исполнительницей детских песен.
Умерла 26 апреля 2014 года. Похоронена в Риге на Лесном кладбище.

### Семья
- Муж — актёр Таливалдис Аболиньш (1932—1991).

- Сын — актёр Гундарс Аболиньш (род. 1960).
- Сын — оператор Марис Аболиньш.

## Награды
- Заслуженная артистка Латвийской ССР (1955).
- Государственная премия Латвийской ССР (1959).
- Народная артистка Латвийской ССР (1965)
- Орден Трёх Звёзд 4 степени (1995)
- орден Дружбы народов (07.08.1981)
- орден «Знак Почёта» (03.01.1956)
- Премия Ночь лицедеев Театрального союза Латвии за вклад в театральное искусство (1997).[6]
- Почётная грамота Кабинета Министров Латвии (02.06.1998)[7]

## Творчество

### Роли в театре

#### Рижский ТЮЗ
- 1957 — «Поросль» (латыш. "Jaunaudze") Казиса Бинкиса — Плюшкиене
- 1957 — «В поисках радости» (латыш. "Prieku meklējot") Виктора Розова — Татьяна
- 1958 — «Сомбреро» (латыш. "Sombrēro") Михалкова Сергея — Шура Тычинкин
- 1959 — «Снежная королева» (латыш. "Sniega karaliene") Евгения Шварца — Герда
- 1969 — «Шурум Бурум» (латыш. "Šurumburums") — Брицис
- 1971 — «Винни-Пух и его друзья» (латыш. "Lācītis Pūks un viņa draugi") Алана Милна — Винни-Пух

### Режиссёрские работы

#### Рижский ТЮЗ
- 1957 — «Паук и Шмаук» (латыш. "Pauks un Šmauks") Энид Блайтон
- 1963 — «Спридитис» (латыш. "Sprīdītis") Анны Бригадере

### Фильмография
1. 1961 — Спасибо за весну (Kārkli pelēkie zied) — секретарь
2. 1978 — Семейный альбом (Рижская киностудия) — соседка Ирмы
3. 1978 — Твой сын — эпизод
4. 1981 — Лимузин цвета белой ночи — эпизод
5. 1986 — В заросшую канаву легко падать — эпизод
6. 1990 — Маленькие страсти / Mazās kaislības — тётя Лавис
7. 1997 — Cukura nams (телесериал, Латвия) — Кристина